# Attila
|  | Per a altres significats, vegeu «Attila (desambiguació)». |

Attila és una òpera en tres actes amb música de Giuseppe Verdi i llibret de Temistocle Solera, basat en la peça teatral Attila, König Der Hunnen de Zacharias Werner. Va ser estrenada el 17 de març de 1846 en el Teatro La Fenice de Venècia.
Es tracta d'una òpera composta en l'època verdiana "de galeres", urgent, ràpida, juvenil. És una de les caracteritzades per tints patriòtics i que van donar fama a Verdi com a compositor polític. Però a banda del tema patriòtic, els personatges tenen perfils psicològics interessants, com el mateix Àtila, que és molt més que un malvat a l'ús.

## Composició
La lectura d'una la peça teatral de Zacharias Werner va entusiasmar Verdi i el va fer decidir, després de la malmesa Alzira, a compondre una nova òpera basada en l'arribada a Itàlia del poderós i temut emperador. L'escriptura del llibret va ser accidentada i en principi va recaure en Francesco Maria Piave, a qui Verdi va recomanar que a més del drama de Werner llegís D'Alemanya de Madame de Staël, llibre que va presentar la cultura alemanya a la intel·lectualitat europea durant l'inici del romanticisme. Andrea Maffei va redactar un esbós de llibret que va ser enviat a Piave, fins que l'escriptura definitiva se li va encomanar a Temistocle Solera, llibretista de Nabucco. Aquest va treballar amb molta lentitud mentre que Verdi, en companyia de Muzio, deixava Milà per establir-se a Busetto i compondre la seva pròxima òpera amb la major tranquil·litat possible. La tan desitjada pau es va veure interrompuda per l'obligatorietat d'alguns viatges, però això no va ser el pitjor. Per motius personals, Solera va marxar a Espanya sense avís previ i sense acabar el text per Attila; almenys va suggerir que el conclogués Piave. Verdi va fer cas del suggeriment i li va donar al seu col·laborador instruccions precises sobre el tercer acte, que no es corresponien amb les idees originals del poeta desertor. Quan el text definitiu va arribar a mans d'aquest últim, amb l'aclariment que podia introduir els canvis que desitgés, va expressar que havien fet del seu llibret una paròdia. Aquí, la relació tant personal com professional entre Verdi i Solera es va trencar per sempre.
Malgrat la persistència dels seus problemes de salut, Verdi, instal·lat a Venècia cap a fins de 1845, no va deixar de treballar excepte durant el Nadal d'aquell any, quan va ser obligat a guardar total repòs. La seva salut va passar per un estat tan precari i tan crític, que la premsa va difondre la falsa notícia de la seva mort. Finalment va millorar i quan va donar per acabada la partitura d'Attila entre finals de 1845 i començaments de 1846, es va mostrar conforme amb el que s'havia fet.
En la nova partitura trobem Verdi amb un entusiasme i una inspiració tals, que la superioritat d'aquesta pel que fa a les precedents és altament notòria. No és difícil advertir en el seu preludi una premonició de Macbeth (La Pergola, 1847), drama genial i potser el millor, juntament amb Attila, compost durant aquells anys. El tractament que Verdi donava als seus personatges és inconfusible, mostra als homes amb les seves diferents facetes, dilueix el límit rígid entre el blanc i el negre, i fa que els més tirans i despietats exposin la seva humanitat (Nabucco, Abigaille). Gràcies a aquest tractament que tant va enriquir el contingut dramàtic de les seves òperes, observem que Attila, el tirà invasor, "el flagell de Déu", com el van anomenar en l'antiguitat, és retratat amb la seva ferocitat però també amb els seus temors i debilitats. Al llarg de la història els forts oprimeixen als febles i moltes vegades els rols s'inverteixen. En Attila els terribles romans d'altres temps són els oprimits que han de defensar a la seva pàtria de les ambicions del rei dels huns. Odabella serà qui, a la manera de la Judith bíblica, se sacrificarà per Itàlia i donarà mort a l'invasor com ningú més podia fer-ho. Cèlebre és la frase que pronuncia el general romà Ezio en el seu duet amb Attila, durant el pròleg: Avrai tu l'Universo, resti l'Italia a me ("Tindràs l'univers, però deixa'm Itàlia a mi"), paraules emblemàtiques que reflecteixen l'esperit de l'òpera.
El tractament de les veus és bàsicament el mateix que trobem al llarg de tota la producció del compositor, i que amb els anys va evolucionar fins a arribar al màxim de les seves possibilitats. El personatge central és un nou pas per a la sèrie de grans papers per sota iniciada amb el Zaccaria de Nabucco, aquest tipus de rols amb grans exigències dramàtiques i vocals, que sovint porten a l'intèrpret a un registre pràcticament de baríton. Per aquella època encara es denominava "baix" tant al cantant d'aquesta corda com al baríton, que a diferència d'aquell es desenvolupa amb més facilitat i més possibilitats en el registre agut. Ezio, el baríton de l'òpera i segon en ordre d'importància segons la partitura, enriqueix el meravellós panorama del que va escriure Verdi per a aquest tipus de veu, mentre que en Odabella hi ha una vegada més aquesta classe de soprano dramàtica amb gran presència i ductilitat vocal, que evolucionarà amb múltiples variants cap a les heroïnes dels anys vinents. A la part lírico-heroica de Foresto es preanuncia Manrico, i per als personatges breus, i no per això menors, d'Uldino -tenor- i el Papa Leone I -baix-, també calen cantants amb autoritat i efectivitat suficients com per col·locar-se a l'altura de les grans exigències d'aquest drama èpic.
Si des dels temps de Nabucco Verdi aconseguia que els patriotes italians s'identifiquessin amb la seva música, i adoptessin certs moments per expressar els seus anhels de llibertat davant l'invasor austríac, durant el període de l'arribada d'Attila aquest sentiment s'aprofundia encara més. L'esmentada frase d'Ezio, que es pot traduir com "Itàlia per als italians", es va convertir no només en el més cèlebre de l'òpera sinó també en un fort emblema patriòtic. Molts sabem que per aquells temps els italians escrivien "Viva Verdi!" per la via pública, frase de doble sentit que també s'entenia com "Viva Vittorio Emanuele, Re D'Itàlia!".

## Representacions

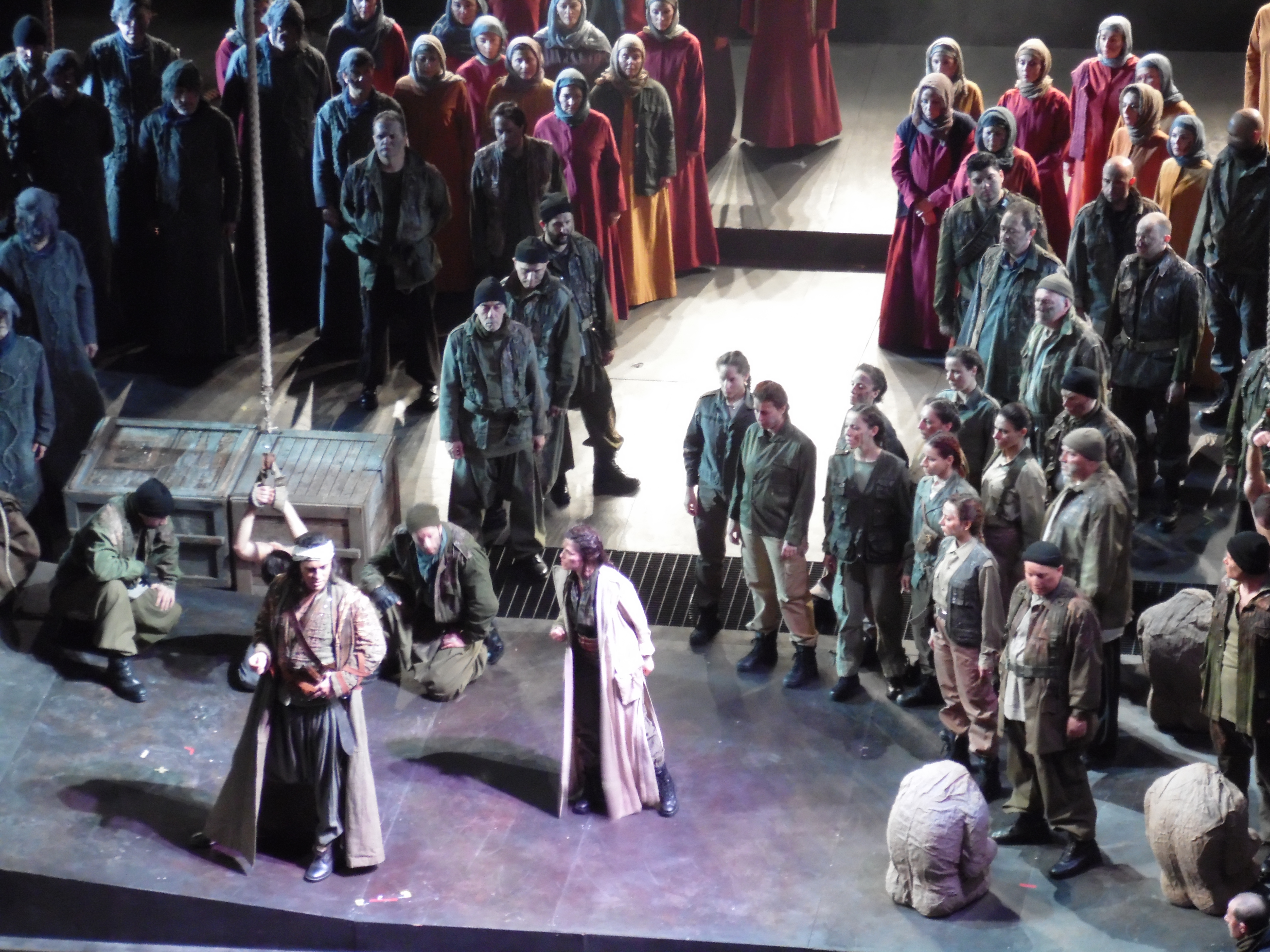
Attila al Teatro Massimo de Palerm, 2016

L'estrena estava prevista per al 24 de febrer, però es posposà pels problemes de salut del mestre. Finalment va tenir lloc a La Fenice el 17 de març de 1846. Van actuar Ignazio Marini (Attila), Natale Costantini (Ezio), Sophia Löwe (Odabella) i Carlo Guasco (Forest), dirigits pel mateix autor. L'èxit que podria haver tingut aquesta funció inicial es va frustrar perquè Guasco i Costantini no estaven en les millors condicions vocals, i perquè la calor produïda per l'enorme quantitat d'espelmes enceses sobre l'escenari va sufocar al públic. Segons els testimonis, l'entusiasme que els assistents van demostrar l'inici de la representació va anar disminuint durant la funció, fins a l'extrem que durant l'últim acte gairebé no es van sentir aplaudiments. Però a partir de la segona nit Attila va triomfar, va ocupar el seu lloc entre els drames verdians més apreciats pel públic i va començar a ser demanada pels teatres més importants.
Malgrat les contrarietats, aquest període de la carrera de Verdi va ser decisiu per a la inserció de la seva música fora d'Itàlia. El 1845 l'empresari Escudier va arreglar que a París es representessin, en idioma original, Nabucco, Ernani i I due Foscari, mort Bellini, malalt Donizetti i retirat Rossini, la capital francesa el va reconèixer com el més important compositor italià del moment. El centre de la cultura europea va ser un bon aparador per interessar a empresaris de diferents procedències que presenciaven espectacles lírics nous. Immediatament es van obrir les portes de Londres amb l'estrena de Ernani, seguida per Nabucco i I Lombardi, i l'encàrrec de I masnadieri per al Her Majesty's Theatre (1847).
A Catalunya es va estrenar el 15 de maig de 1847, al Teatre Principal de Barcelona, amb els cantants Celestino Salvatore, Ettore Barili, Chiara Bertolini-Raffaelli, Enrico Tamberlick i Ferran Martorell, dirigits per Michele Rachelle.

## Síntesi argumental
La història té lloc a Itàlia l'any 425: durant el pròleg a Aquilea i a la Llacuna Adriàtica; durant els tres actes següents, a Roma.

### Pròleg
Àtila, rei dels huns, ha invadit Itàlia. Ha conquistat la ciutat d'Aquilea i matat al seu senyor. La filla d'aquest, Odabella, es troba entre els presoners, i ha jurat venjar son pare matant al conquistador ("Santo di patria indefinito amor"). El seu caràcter fort ha atret Àtila, qui la pretén, acceptant-lo ella.
El general romà Aeci sap que l'emperador és dèbil i vol, almenys, salvar Itàlia. Li proposa a Àtila que es retire d'Itàlia en un famós passatge de l'òpera: "Avrai tu l'universo, resta l'Italia a me" ("Queda't amb tot l'univers, però deixa'm Itàlia a mi"). Àtila hi rebutja amb desdeny.

### Acte I
Odabella recorda a la imatge Paterna ("Oh! nel fuggente nuvolo"), i corre a l'encontre de Foresto, el seu amat, un noble d'Aquilea, qui creu que Odabella s'ha passat a l'enemic. Ella li conta els seus plans de venjança.
Àtila ha somiat que un ancià li impedia conquistar Roma, dient-li "tu ets l'assot de la humanitat, però aquests són els dominis de Déu". Quan avança sobre Roma, li surt a l'encontre el papa Lleó I, en qui Àtila reconeix a l'home del seu somni, i el papa li dirigeix les mateixes paraules, per la qual cosa renuncia a prendre la ciutat i firma una treva amb els romans.

### Acte II
Se celebra un banquet en honor d'Aeci. Odabella adverteix Àtila que hi ha una conjura per a enverinar-lo, i ho fa perquè vol matar-lo ella mateixa. Foresto confessa i Àtila el perdona, i, commogut pel gest d'Odabella, li proposa matrimoni.
Aeci i Àtila arriben a un pacte, el rei dels huns jura que no conquistarà Roma ("O sposa, t'allieta").

### Acte III
Es reuneixen Aeci, Odabella i Foresto. Àtila els descobreix i comprèn que volen matar-lo. Els recorda els seus actes de generositat: a Aeci la pau que han signat, a Foresto que l'havia perdonat, i a Odabella, que volia esposar-la. No obstant això, ella el mata. Els romans i els bàrbars s'enfronten.

## Moments més cèlebres
De les peces vocals d'aquesta òpera, destaquen:
- Pròleg
  - Santo di patria... Allor che i forti corrono... Da te questo... (Odabella)
  - Qual notte! Ancor fremono... L'altio del matino... Quai voci! (cor d'ermitans i refugiats)
  - Qui, qui sostiamo... Ella in porter del barbaro?... Cara patria... (Foresto)
- Acte I
  - Liberamente or piangi... O del fuggente nuvolo (Odabella)
  - Qual son di passi... Sí, quell'io son... Oh, t'inebria nell'amplesso... (Foresto i Odabella)
  - Uldino! Uldino!... Mentre gonfiarsi l'anima ... Oltre a quel limite (Attila i Uldino)
- Acte II
  - Tregua e cogli unni... Dagl'immortali vertici. (Aeci)
  - E gettata la mia sorte, és un exemple característic del gènere verdià. (Aeci)
- Acte III
  - Che più s'indugia... Cessa, deh, cessa... Te sol quest'anima (Aeci)

## Estrena
Es va estrenar a Venècia el 17 de març de 1846. Van cantar en aquesta ocasió:
Àtila, el baix Ignacio Marini.
Aeci, el baríton Natale Costantini.
Odabella, la soprano Sophie Loewe.
Foresto, el tenor Carlo Guasco.
Uldino, el tenor Ettore Profili.
Lleó, el baix Giuseppe Romanelli.

## Discografia
- Riccardo Muti, amb Ruggero Raimondi, A. Stella, G. Guelfi, G. Cecchele, RAI de Roma (concert públic, Memories, 1970).
- Lamberto Gardelli, amb Ruggero Raimondi, Cristina Deutekom, Sherrill Milnes, Carlo Bergonzi, Royal Philharmonic Orchestra, Ambrosian Opera Chorus (Philips, 1973).
- L. Gardelli, amb Evgeni Nesterenko, Sylvia Sass, Lajos Miller, Janos B. Nagy, Orquestra Estatal d'Hongria, Cor de la Radio televisió hongaresa (Hungaroton, 1987).
- Riccardo Muti, amb Samuel Ramey, Cheryl Studer, G. Zancanaro, Neil Shicoff, Orquestra i cor del Teatro La Scala (EMI, 1989).